# Ulf Findeisen
Ulf Findeisen, född 2 mars 1962 i Zschopau i Sachsen, är en tysk tidigare backhoppare (som tävlade för Östtyskland) och nuvarande backhoppstränare. Han representerade SC Traktor Oberwiesenthal. 

## Karriär
Ulf Findeisen började med backhoppning i barn- och ungdomsbacken i Wünschendorf. Hans första backhoppstränare var fadern Christian. 13 år gammal flyttade han till Oberwiesenthal där han gick i skidgymnasium tillsammans med bland andra Jens Weissflog.
Ulf Findeisen debuterade internationellt i världscupen under öppningstävlingen i tysk-österrikiska backhopparveckan i Schattenbergschanze i Oberstdorf i dåvarande Västtyskland 30 december 1982. Han blev nummer 31 i en tävling som vanns av kanadensaren Horst Bulau. Findeisen var första gången bland de tio bästa i en deltävling i världscupen i Harrachov i Tjeckoslovakien 9 januari 1983 då han blev nummer 5. Findeisen vann världscuptävlingen på hemmaplan i Oberwiesenthal 19 januari 1986 tillsammans med Ernst Vettori från Österrike som slutade på samma poängsumma. Findeisen vann sin andra världscupseger i stora backen i tjeckoslovakiska Štrbské Pleso 11 januari 1987. Säsongen 1986/1987 var Findeisens bästa i världscupen. Då slutade han som nummer 12 totalt. 
Samma säsong var Findeisens bästa i backhopparveckan. Han blev nummer 5 i öppningstävlingen i Oberstdorf. I nyårstävlingen i Garmisch-Partenkirchen blev han nummer tre. I Bergiselschanze i Innsbruck i Österrike blev Ulf Findeisen nummer 9 och i avslutningstävlingen i Paul-Ausserleitner-Schanze i Bischofshofen blev han nummer 5. Sammanlagt i backhopprveckan 1986/1987 blev Findeisen nummer tre, 7,6 poäng efter segrande Ernst Vettori och 0,9 poäng efter norrmannen Vegard Opaas. 
Findeisen deltog i Skid-VM 1984 som bestod av lagtävlingar med backhoppning i Engelberg i Schweiz och nordisk kombination i  Rovaniemi i Finland, eftersom grenarna inte fanns med vid olympiska vinterspelen 1984 i Sarajevo i det dåvarande Jugoslavien. Findeisen vann här en silvermedalj tillsammans med lagkamraterna Matthias Buse, Klaus Ostwald och Jens Weissflog. Östtyska laget var 46,1 poäng efter segrande finländska laget och 8,1 poäng före bronsvinnarna från Tjeckoslovakien.
Under Skid-VM 1987 i Oberstdorf startade Ulf Findeisen i samtliga grenar. Han blev 25 i normalbacken och 27 i stora backen i de individuella tävlingarna. I lagtävlingen blev östtyska laget nummer fem, 5,0 poäng från en bronsmedalj. Finland vann lagtävlingen. I sitt sista Skid-VM, i Lahtis i Finland 1989, startade Findeisen i de individuella tävlingarna. Han blev nummer 48 i normalbacken och nummer 44 i stora backen. 
Ulf Findeisens sista världscuptävling var tävlingen i backhopparveckan i Innsbruck 4 januari 1990 där han blev nummer 45. Han avslutade då sin aktiva backhoppningskarriär.

## Senare karriär
Ulf Findeisen har efter avslutad aktiv idrottskarriär bland annat varit verksam som backhoppstränare i hemstaden Zschopau. 